# Nick Sorensen
(en) Statistiques sur pro-football-reference
Nicholas Carl Sorensen (né le 31 juillet 1978 à Winter Haven) est un joueur américain de football américain.

## Lycée
Sorensen étudie à la George C. Marshall High School, jouant au football américain, basket-ball et baseball. Ses performances lui permettent d'entrer au Hall of Fame de son lycée parmi d'autres gloires comme Keith Lyle et Mike McCrary.

## Carrière

### Université
Lors de son arrivée, il joue au poste de quarterback faisant quarante-deux passes réussies pour quatre-vingt tentées pour 446 yards, quatre passes pour touchdowns et neuf interceptions. Il est nommé joueur du match pour Virginia Tech lors du Gator Bowl 1998 perdu contre l'université de Caroline du Nord. Ensuite, il est mis aux postes de safety ou de linebacker.

### Professionnel
Nick Sorensen n'est sélectionné par aucune équipe lors du draft de la NFL de 2001 et signe peu de temps après avec les Dolphins de Miami comme agent libre le 27 avril 2001. Il fait partie du camp d'entrainement des Dolphins mais n'est pas gardé et libéré avant le début de la saison. Peu après, il se joint aux Rams de Saint-Louis avec qui il participe au Super Bowl XXXVI perdu. Après cet échec, Sorensen est « coupé » par la franchise du Missouri.
Il rejoint les Jaguars de Jacksonville pour la saison 2003 et est positionné au poste de defensive back, entrant régulièrement en cours de match. Lors de la saison 2006, Nick se blesse et les Jaguars ne le garde pas, il est libéré peu de temps après. Le 24 octobre 2007, il signe jusqu'à la fin de la saison avec les Browns de Cleveland ; bien qu'il ne joue que neuf matchs, les dirigeants le font re-signer le 29 février 2008. Le 26 octobre 2008, Sorensen revient à Jacksonville pour la première fois depuis son départ et se venge de la décision de l'entraineur Jack Del Rio de l'avoir évincé un an auparavant, en stoppant la dernière passe du match des Jaguars, permettant aux Browns de l'emporter 23-17.
Avant le début de la saison 2010, il est choisi dans l'équipe active avec T. J. Ward et Larry Asante, mettant fin aux rumeurs l'annonçabt sur le départ après l'arrivée des rookie du draft de cette même année. Le 28 août 2010, il se blesse lors du match de pré-saison contre les Lions de Detroit et revient juste à temps pour jouer la saison, ne manquant qu'un seul match.

## Famille
Il est le cousin de James Augustine, jouant en NBA. Le père de Nick, Dick Sorensen a joué durant cinq saisons avec l'université Duke.